# Eranina leuconoe
Eranina leuconoe là một loài bọ cánh cứng trong họ Cerambycidae.